# Neomicromus
Neomicromus is een geslacht van insecten uit de familie van de bruine gaasvliegen (Hemerobiidae), die tot de orde netvleugeligen (Neuroptera) behoort.

## Soorten
Deze lijst is mogelijk niet compleet.
- N. agarwalai Ghosh, 1990